# Neorhaphidophora
Neorhaphidophora is een geslacht van rechtvleugeligen uit de familie grottensprinkhanen (Rhaphidophoridae). De wetenschappelijke naam van dit geslacht is voor het eerst geldig gepubliceerd in 1999 door Gorochov.

## Soorten
Het geslacht Neorhaphidophora  is monotypisch en omvat slechts de volgende soort:
- Neorhaphidophora valentinae (Gorochov, 1999)